# Metabo
Metabowerke GmbH eller Metabo er en tysk producent af maskinværktøj med hovedkvarter i Nürtingen, Baden-Württemberg. De tilbyder et bredt sortiment af maskinværktøj. Metabowerke er ejet af det amerikanske investeringsselskab Kohlberg Kravis Roberts.
I 1923 byggede Albrecht Schnizler sin første hånd-boremaskine i sine forældres bageri i Nürtingen. Der blev solgt 50.000 eksemplarer af denne boremaskine, og et år senere blev Schnizler GmbH etableret. I 1932 skiftede virksomheden navn til Metabowerke Closs, Rauch & Schnizler KG.